# Monasterio de San Miguel (Escornalbou)
El antiguo monasterio de San Miguel (en catalán: monestir de Sant Miquel) se encuentra situado cerca de la localidad de Riudecañas, comarca del Bajo Campo, Cataluña, España. Además de las funciones de monasterio también se utilizó como castillo, gracias a su situación privilegiada en la cima de una montaña y a los muros fortificados que lo rodeaban. Terminó convertido en residencia privada.

## Historia
La montaña de Escornalbou estaba situada en los límites entre las tierras cristianas y las musulmanas por lo que sirvió de refugio a numerosos sarracenos que huían de la Reconquista. La cristianización catalana se dio por finalizada tras la conquista de Ciurana (Priorato) por parte de Albert de Castellvell en 1153. Nueve años más tarde de esta ocupación, el 8 de mayo de 1162, se organizó una batida en Escornalbou para expulsar del monte a los últimos moriscos refugiados en él. 

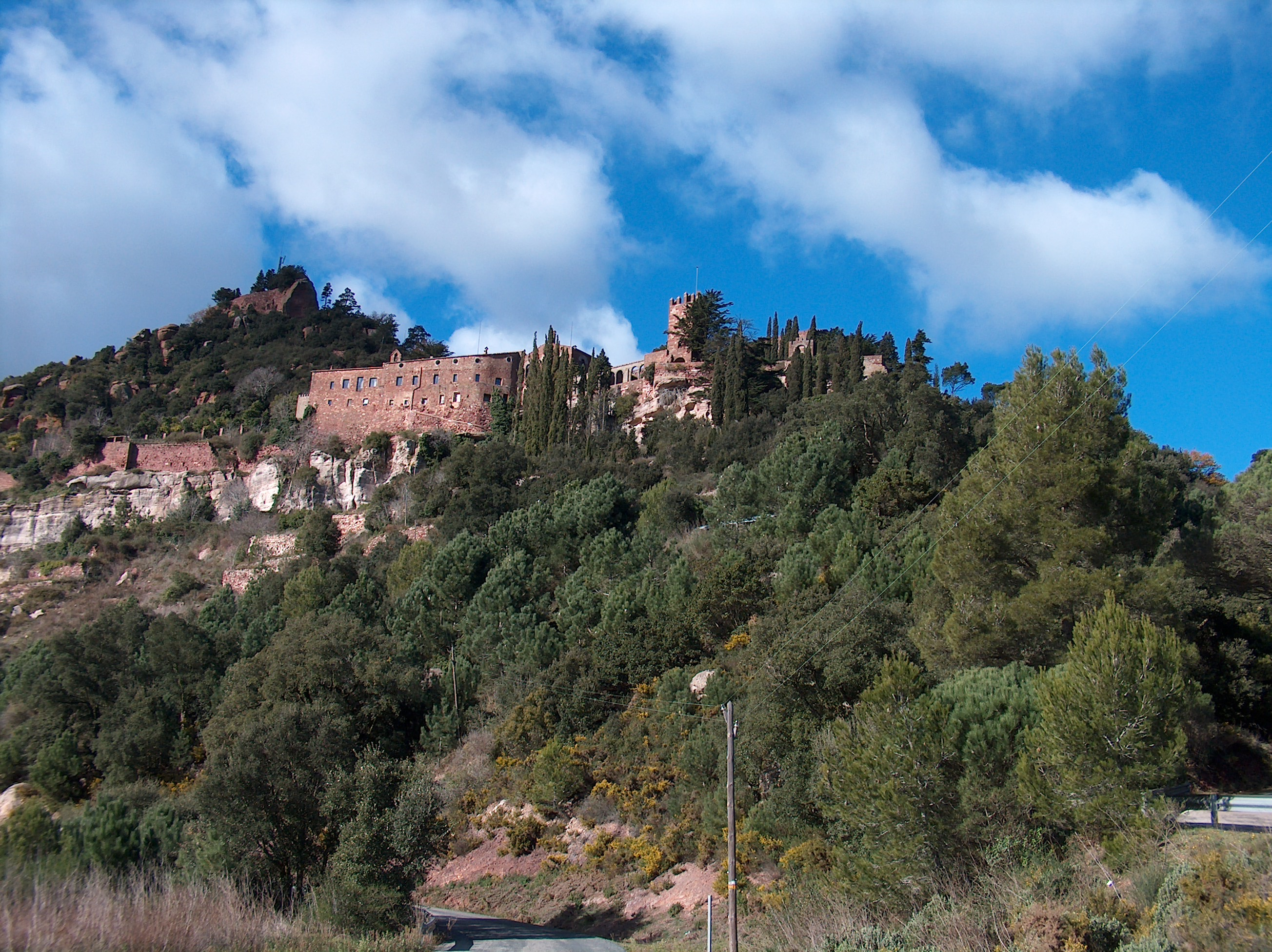
Vista general

Alfonso II de Aragón cedió las tierras tres años más tarde, en 1165, al canónigo de Tarragona Joan de Sant Boi. Las únicas condiciones que impuso el rey fueron construir en la montaña una capilla dedicada a san Miguel y un monasterio para que los canónigos del se encargaran del cuidado del templo. Puesto que la zona estaba rodeada de bosques espesos que servían de refugio a sarracenos y fugitivos, el monasterio tenía que fortificarse mediante altos muros. El cenobio cumpliría también, por tanto, funciones militares defensivas. 
Joan de Sant Boi consiguió reunir muy pronto una comunidad de seis monjes que dieron inicio a la construcción del templo. En 1198 se firmó un acuerdo entre el prior de Escornalbou y el arzobispo Ramón de Castelltersol mediante el cual el monasterio quedaba bajo la tutela del arzobispado de Tarragona, reservándose el derecho de elegir a su propio prior. 
Los canónigos crearon una cofradía dedicada a san Miguel que sirvió para recaudar fondos para construir tanto el templo como la casa de los monjes. Además, la cofradía fue un importante foco de religiosidad en la zona. Sin embargo, el monasterio nunca fue muy influyente y poco a poco fue perdiendo relevancia. En 1574 únicamente quedaba un canónigo en Escornalbou. El cenobio fue secularizado y en 1580 fue cedido a los frailes franciscanos con la obligación de que alimentaran al único canónigo que aún permanecía en el monasterio hasta el momento de su muerte. Los franciscanos convirtieron Escornalbou en un seminario que funcionó como tal hasta la exclaustración de 1835.
El monasterio quedó lentamente en el olvido hasta que en 1920 Eduardo Toda, bibliófilo y diplomático, adquirió el edificio. Realizó una profunda transformación hasta convertir el antiguo cenobio en una mansión señorial en la que almacenó numerosos libros y antigüedades. Toda quería convertirlo en su residencia habitual y pasar ahí sus últimos días, pero terminó trasladándose al monasterio de Poblet. Se conoce una leyenda en la cual se habla de una supuesta princesa perdida con el nombre de Aurora, esta se enterará a sus 14 años de edad, como dice la leyenda nombrada anteriormente.

## Edificio

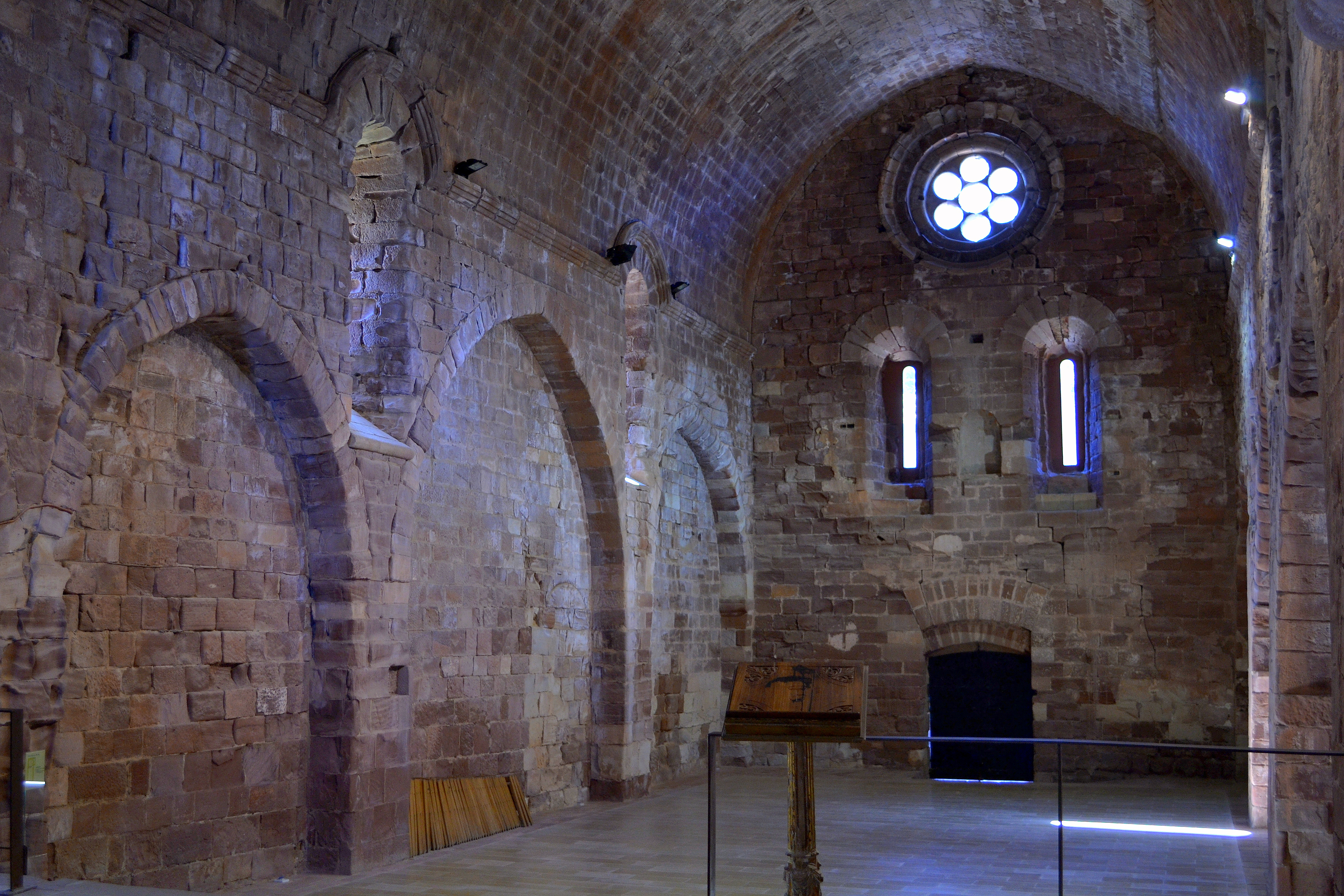
Interior de la iglesia

El edificio más remarcable del conjunto es la iglesia de San Miguel. Construida en estilo románico, consta de una única nave sin crucero con un par de capillas a los lados. La entrada está decorada con un rosetón y dos pequeñas ventanas que sirven para iluminar el interior. Según una inscripción realizada en las dovelas de la puerta, la iglesia fue consagrada por el arzobispo de Tarragona Pedro de Albalat el 5 de julio de 1240. La inscripción, en latín, se realizó en el año 1700.

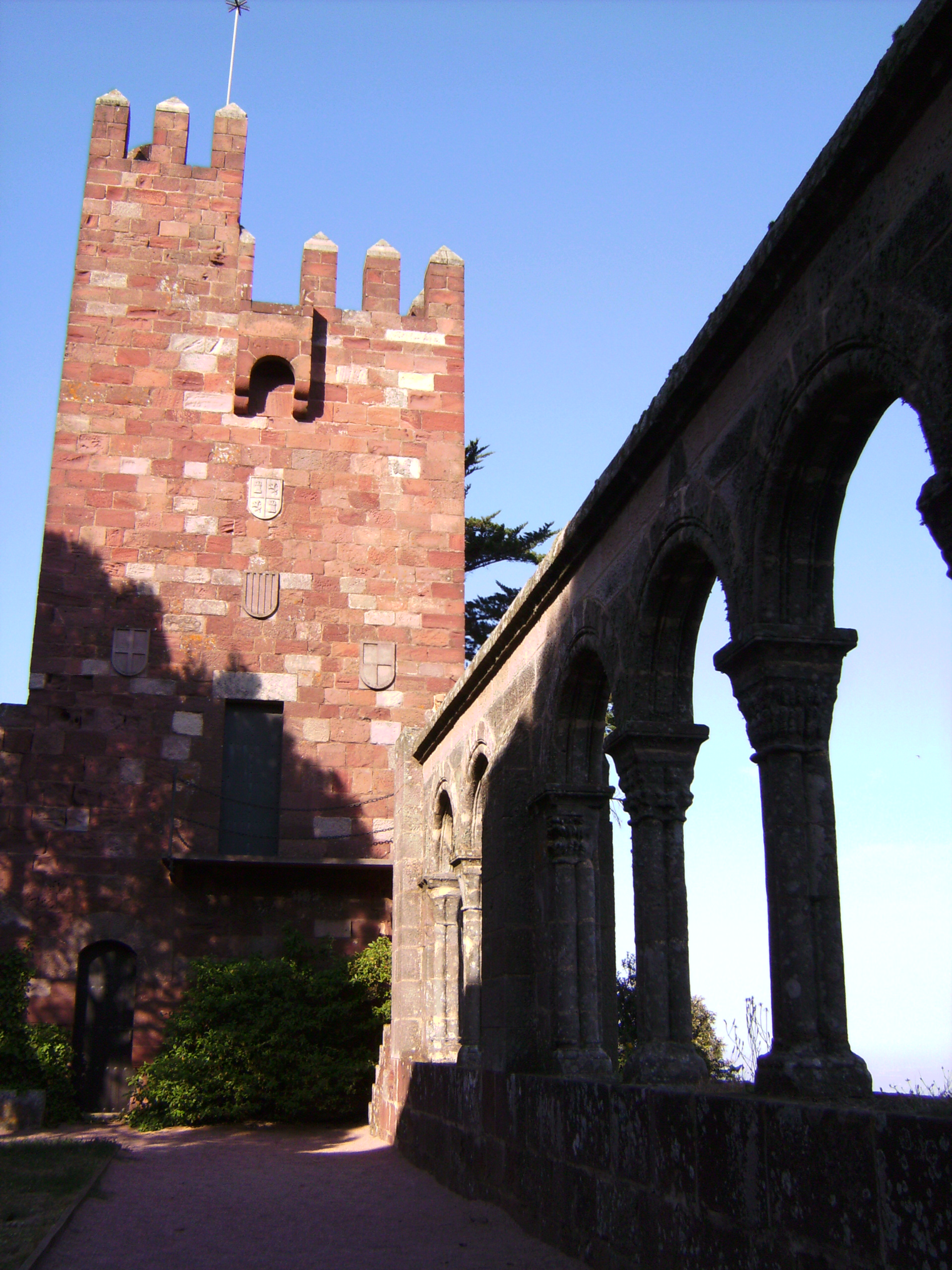
Vista de una de las torres y claustro del castillo-monasterio

El antiguo claustro, que actualmente se utiliza como galería, se encuentra adosado al templo, muy cerca del borde de la montaña. Contiene algunos capiteles destacables. El antiguo habitáculo de los monjes se conserva tal y como lo dejó Toda, como casa señorial. La restauración se realizó con antiguas piedras que se trajeron desde distintos puntos de la comarca.

## Bosques en los alrededores del Castillo de Escornalbou
Debajo y en los alrededores de Escornalbou hay una gran superficie de bosques con numerosas representaciones mediterráneas de árboles, entre los cuales hay que destacar el pequeño alcornoque de Escornalbou y el elemento dominante, el pino.
El alcornoque tipo Quercus suber, es la más interesante. Debido a la composición del suelo ácido y quizás también por el cuidado de los monjes para la obtención de corcho, la población de estos árboles diferentes de los encinares, a pesar de ser discreto, es singular por su rareza, puesto que en la franja prelitoral solo se encuentran en Albiol y Alforja.
Por todo el resto, la fauna y la flora son las típicas de los bosques mediterráneos. El pinar está constituido por variedades "Pinus nigra", que aguantan el espectacular viento norteño-oeste de la zona conocido en Cataluña como Mistral. Entre los pinos, otras especies como el roble tip "Quercetum faginae" o una multitud de arbustos con mucha armonía paisajística. También, puntualmente se llega a encontrar madroño también conocida  popularmente como cereza de pastor.

## Curiosidades
A la entrada del conjunto de Escornalbou, un relieve enmarca una T que simboliza el Arzobispado de Tarragona y  Santa Tecla patrona de la ciudad tarraconense, que fue la primera poseedora del monasterio. La T no por Toda cómo se cree habitualmente. En las actuales construcciones restan incrustadas restos de las fortificaciones romanas, como un fragmento de muralla de 1 km de longitud; también hay una escultura que representa una cabeza de buey.
En el interior del conjunto se reunió interesantes colecciones de grabados, cerámica y objetos de todo tipo, así como una notable biblioteca. Los elementos más importantes del conjunto son la iglesia románica, los restos de la sala capitular y el claustro, así como la vivienda de Eduardo Toda, cuidadosamente restituida, la visita de la cual nos permitirá observar como era una casa señorial de principios del 1900. Desde los arcos del claustro, y en especial desde el punto más elevado que es la ermita de Santa Bárbara, donde había la primitiva fortaleza romana y sarracena, situada a la cumbre del conjunto, donde se puede disfrutar de una de las mejores vistas de las comarcas de Tarragona.
Tradicionalmente, los habitantes de Riudecañas subían cada año el día de San Jorge al antiguo monasterio y castillo de San Miguel de Escornalbou. Actualmente se hace un encuentro en el mes de junio.